# Priscilla Mamba
Pour les articles homonymes, voir Mamba.
Priscilla Innocentia Lungile Mamba, née le 4 janvier 1972, est une athlète du Swaziland. Elle concourt pour le Swaziland aux Jeux olympiques d'été de 2000 dans l'épreuve féminine du 5 000 mètres. Elle termine 16e des 17 concurrentes de sa série et ne s'est pas qualifiée pour la finale. Elle participe également aux championnats du monde de 1991, 1999 et 2003.
Elle est médaillée de bronze du 10 000 mètres aux Championnats d'Afrique australe 1999 à Harare.